# Centrale des travailleurs nicaraguayens
La Centrale des travailleurs nicaraguayens (Central de Trabajadores Nicaragüenses - CTN) est une confédération syndicale du Nicaragua. Elle est affiliée à la Confédération syndicale internationale et à la Confédération syndicale des travailleurs et travailleuses des Amériques après avoir été affiliée à la Fédération syndicale mondiale. Elle fut fondée en 1962. 